# Matinée de septembre (Sisley)
Pour les articles homonymes, voir Matinée de septembre.
Matinée de septembre est un tableau réalisé par le peintre britannique Alfred Sisley vers 1887-1888. Cette huile sur toile est un paysage campagnard ponctué de quelques arbres. Achetée 1 000 francs par l'État directement auprès de l'artiste en 1888, l'œuvre se trouve en dépôt depuis 1889 au musée des Beaux-Arts d'Agen, en Lot-et-Garonne. Sa propriété a été transférée à cette commune en 2013.

## Histoire
Jules-Antoine Castagnary est à l'origine de l'achat par l'Etat le 2 février 1888 de Matinée de septembre d'Alfred Sisley, peint en 1887, et attribué l'année suivante au musée des Beaux-Arts d'Agen où il se trouve de nos jours.